# Humtec
Humtec ou plus précisément HUManitarian TEChno Pole est une ONG (Organisation non gouvernementale) humanitaire à vocation internationale, qui œuvre à réduire la fracture numérique des pays d'Afrique par l'installation de pôles de développement internet.
Depuis sa création le 4 décembre 2002, Humanitarian Techno Pole intervient sur des projets de développement des NTIC au service de l'éducation en Afrique.
L'un des projets phare de l'ONG se déroule en Casamance au Sénégal dans l'un des plus grands lycées du pays : le lycée Djignabo de Ziguinchor qui compte plus de 5 000 élèves. Des vidéos disponibles sur le site www.humtec.org présentent une partie du travail de réhabilitation et d'équipement mis en œuvre sur ce projet de développement d'un budget global de 53 millions de Francs CFA.
Les problématiques du développement durable de l'internet et des nouvelles technologies de l'information et de la communication pour l'Afrique sont de vastes chantiers où toutes les idées et énergies sont les bienvenues.